# Emil Petrovics
Emil Petrovics (ur. 9 lutego 1930 w Zrenjaninie, zm. 30 czerwca 2011 w Budapeszcie) – węgierski kompozytor.

## Życiorys
Od 1941 roku mieszkał w Budapeszcie. Studiował tam w Akademii Muzycznej u Rezső Sugára (1949–1951), Jánosa Viskiego (1951–1952) i Ferenca Farkasa (1952–1957). Od 1960 do 1964 roku pełnił funkcję dyrygenta teatru muzycznego im. Petőfiego. W latach 1964–1969 wykładał w budapeszteńskiej akademii teatru i filmu. Od 1969 roku był wykładowcą Akademii Muzycznej, gdzie w latach 1978–1995 piastował funkcję dziekana wydziału kompozycji. Od 1986 do 1990 roku był dyrygentem Węgierskiej Opery Państwowej. Dwukrotny laureat nagrody im. Erkela (1960 i 1963). Otrzymał także nagrodę im. Kossutha (1969) i nagrodę im. Bartóka-Pásztory (1993).
Tworzył początkowo w stylu eklektycznym, łącząc wpływy muzyki m.in. Debussy’ego i Prokofjewa z elementami węgierskimi. W późniejszym okresie zaczął posługiwać się swobodną atonalnością, elementami dodekafonii i polifonią. Twórczość operowa Petrovicsa nawiązuje do dorobku drugiej szkoły wiedeńskiej, szczególnie Albana Berga.

## Wybrane kompozycje
(na podstawie materiałów źródłowych)

### Utwory orkiestrowe
- Koncert fletowy (1957)
- Symfonia na orkiestrę smyczkową (1962)
- Concertino na trąbkę i orkiestrę (1990)
- uwertura Vörösmarty (1993)
- Piangendo e meditando na orkiestrę smyczkową (1997)
- Koncert fortepianowy (1998–1999)

### Utwory kameralne
- Cassazione na 5 instrumentów dętych blaszanych (1953)
- 2 kwartety smyczkowe (I 1958, II 1991)
- 4 autoportrety w masce na klawesyn (1958)
- Kwintet dęty (1964)
- Passacaglia in Blues na fagot i fortepian (1964)
- Nocturne na cymbały (1974)
- Deux mouvements na 1 lub 2 cymbałów (1977)
- Rapsodia I na skrzypce (1982)
- Rapsodia II na altówkę (1983)

### Utwory wokalno-instrumentalne
- 9 kantat (I Egyedül az erdőben na sopran i zespół kameralny 1956, II Ott esem el én na chór męski i orkiestrę 1972–1973, III Fanni hagyományai na sopran i zespół kameralny (1978), IV Mind elmegyünk na chór żeński i orkiestrę kameralną 1980, V Törökországi levelek 1981, VI Megpihenünk na sopran, chór i orkiestrę 1986, VII Pygmalion 1992, VIII Panasz és vigasz na głos i fortepian 1995, IX A Dunánál 1998)
- 2 oratoria (I Jónás könyve 1966, II Ott essem el én na chór męski i orkiestrę 1972)

### Opery
- C’est la guerre (wyk. radio Budapeszt 1961, premiera sceniczna Budapeszt 1962)
- Lysistraté, według Arystofanesa (1962, zrewid. 1971)
- Bűn és bűnhődés (wyst. Budapeszt 1969)

### Balet
- Salome (1978)